# 윌리엄 케네디 (뉴저지의 정치인)
윌리엄 케네디(William Kennedy, 1775년, 영국령 아메리카 뉴저지 식민지 서식스 카운티 ~ 1826년 1월 1일)은 미국의 정치인으로 뉴저지주 주지사 권한대행이다.

## 경력
- 1804 ~ 1806 뉴저지 하원의원
- 1808 ~ 1811 뉴저지 하원의원
- 1810 ~ 1811 뉴저지 하원의장
- 1813 ~ 1815 뉴저지 상원의원
- 1814 ~ 1815 제19대 뉴저지 주의회 부의장
- 1815.06 ~ 1815.10 뉴저지 주지사 권한대행